# Elbaea montana
Elbaea montana är en tvåvingeart som beskrevs av Robineau-desvoidy 1863. Elbaea montana ingår i släktet Elbaea och familjen parasitflugor.
Artens utbredningsområde är Frankrike. Inga underarter finns listade i Catalogue of Life.